# 无叶杜鹃兰
无叶杜鹃兰（学名：Cremastra unguiculata）为菊科杜鹃兰属下的一个种。是杜鹃兰属目前唯一的腐生种。花的结构与杜鹃兰(Cremastra appendiculata)有很多相似的地方，不同的是假鳞茎多个向下延伸，叶片退化仅在基部留下叶鞘。